# Вулкан (фильм, 1997)
«Вулкан» — кинокартина 1997 года. Фильм-катастрофа режиссёра Мика Джексона.

## Сюжет
Главный герой картины Майк Рурк — глава департамента по чрезвычайным ситуациям Лос-Анджелеса. Его вызывают из отпуска из-за землетрясения, случившегося в городе. Подземные толчки не вызвали сколько-нибудь значительных разрушений, но погибли семь рабочих, находившихся в канализации под землёй. Майк подозревает неладное. Спустившись в канализационный сток, он сам чуть не погиб из-за неожиданного выброса раскалённых газов. Майк консультируется с геологом Эмми Барнс, которая предполагает, что под городом может оказаться пробудившийся вулкан, и Лос-Анджелесу грозит катастрофа, однако он считает это бредом. Ночью Эмми вместе с коллегой-геологом спускается вниз для изучения аномалии, в это время случается очередное землетрясение, которое пугает дочку Майка. Также во время толчков тоннель метро обваливается и преграждает путь поезду. В канализации начинается обильное выделение пара, и подруга Эмми проваливается в раскалённый разлом, затем всё стихает. Рурк решает отвезти свою дочку в безопасное место и выдвигается в путь. Во время того как они проезжают мимо смоляных озёр Ла-Бреа, из канализации начинает идти пар, а из самих озёр — столб дыма со сверкающими молниями и то и дело вылетающими огненными шарами. По пути один из снарядов подбивает машину пожарных, и Майк бежит помочь им выбраться.
Эмми выбралась из канализации в Макартур Парке и заметила, что вода в озере кипит, а позже видит, как гигантский столб дыма поднимается в небо, она тут же спешит туда. В этот момент всё стихает, дым и пар перестают идти, но вдруг начинается новое землетрясение. В Ла-Бреа происходит взрыв, который выбивает стёкла в соседних домах, а потом прямо из точки взрыва фонтаном начинает литься лава. Её поток расплавляет ограду и вытекает на улицу. Дочь Майка выбирается из машины, но дорогу ей преграждает упавшая вулканическая бомба, огонь из которой обжигает подростка, сзади неумолимо подступает лава. Рурк вовремя успевает схватить дочку и с ней перелезть через машину, прежде чем ту полностью поглощает огненная река, вертолёт транслирует поток лавы по бульвару Уилшир. В это же время машинист поезда пробирается в заднюю часть состава, где видит быстро приближающееся к поезду оранжевое свечение. В тоннель отправляют группу спасателей, которые находят поезд наполовину расплавленным из-за текущего под ним потока лавы. Бригадир рабочих залезает внутрь и находит ещё живого машиниста, он грузит его на плечи и тащит к выходу, где уже протекла лава; рабочий не сдаётся и, прыгая в лаву, бросает человека своим товарищам, а сам при этом погибает. Наверху повсюду идёт эвакуация мирного населения от огненной реки, на бульваре Уилшир из бетонных блоков сооружают своеобразную дамбу, дабы остановить поток перед жилым массивом; Майк и Эмми встречаются там же и спасают мужчину без сознания от лавы, их самих вытаскивает кран пожарных. Лава упирается в блоки, пожарные начинают её тушить, а прилетевшие вертолёты помогают завершить дело, лава застывает и прекращает течь. Дочь Майка везут в больницу на Беверли-Хиллз, а Эмми просит Майка приехать по одному очень важному делу: в канализации ещё остался пар и это говорит о плохом. Внутрь метро спускают камеру, где на неё движется гигантский поток лавы, заполняя тоннель до краёв.
Эмми и Рурк едут на машине к торговому центру Беверли, по пути узнавая, что там и кончается тоннель, а значит — лава выйдет наружу там. На месте придумывается план: взорвать часть проспекта, дабы пустить лаву в канализацию, а оттуда через канал в Тихий океан, но поскольку уклон не в ту сторону, то надо взорвать недавно построенный небоскрёб. За 20 минут всё успевают подготовить, лава вот-вот пройдёт, а дочь Майка ищет сбежавшего от мамы мальчика. В это время фонтан лавы вырывается из тоннеля метро, а рабочие начинают взрывать заряды; Майк бежит спасать свою дочку как раз в тот момент, когда взрыв подкашивает здание, конструкция из стекла и бетона преграждает путь огненной реке, так что поток уходит по траншее в канализацию и оттуда прямо в океан. Рурк и его дочка оказываются живы, в это время начинается дождь, который смывает пепел и знаменует пережитую катастрофу. В самом конце говорится, что «новый вулкан на углу бульвара Уилшир затухает».

## В ролях
- Томми Ли Джонс —  Майк Роурк
- Энн Хэч — доктор Эмми Барнс
- Гэби Хоффманн  — Келли, дочь Майка
- Дон Чидл  — Эммит Риз
- Жаклин Ким— доктор Джей Калдер
- Джон Линч  — Стен Олбер
- Майкл Рисполи — Гейтор Харрис
- Джон Корбетт — Норман Калдер
- Дейтон Калли — Роджер Лафер

## Премии и номинации
- 1998 — Номинация на премию Золотая малина
  - самое бессмысленное издевательство над человеческой жизнью и собственностью

## Критика
Большинство обозревателей сравнивали фильм с «Пиком Данте», вышедшим на экраны примерно в то же время.
Фильм получил в целом довольно прохладные оценки критиков. Роджер Эберт, сравнивая «Пик Данте» и «Вулкан», высказался не в пользу последнего. В фильме не заметно сколько-нибудь впечатляющих спецэффектов и сюжет настолько предсказуем, что критик назвал сценарий  «работой, сделанной на скорую руку» (Screenwriting made easy). Собственно зрелища выросшего вулкана зритель так и не увидит, всё происходит большей частью под землёй.
Джанет Маслин (The New York Times) написала, что если убрать в картине спецэффекты, то не на что будет смотреть. Жанр фильма-катастрофы вырождается без некоей моральный основы. Зачем показывать на экране очередную библейскую кару со штампованным голливудским конфликтом. Набор героев: профессионал, блондинка учёный — доктор геологии, помощник главного героя афро-американец, не несут ничего оригинального зрителю.
Положительная сторона фильма — хорошая работа художника-постановщика и подготовка декораций. При съёмках была изготовлена значительная часть бульвара Уилшир (центральная улица Лос-Анджелеса) в 80% от натуральной величины и затем весьма эффектно уничтожена.
Критики также отметили многочисленные ляпы, бросающиеся в глаза даже при невнимательном просмотре. Во многих сценах герои несомненно должны были погибнуть, просто от того что были рядом с раскалённой лавой, но они выживали, даже попадая в неё. Странно для подобного фильма весьма небольшое количество жертв (по фильму около ста человек). При катастрофе подобного масштаба в мегаполисе погибших было бы гораздо больше.